# White White
『White White』（ホワイトホワイト）は、日本のバンドXIIXのデビューアルバム。2020年1月22日に発売された。発売元はTOY'S FACTORY。

## 背景
- 斎藤の自主企画ライブ『SK's Session』での共演をきっかけに制作を開始[1]。
- 斎藤が作詞作曲した楽曲を須藤がアレンジ、または須藤が手がけたトラックに斎藤が歌を乗せるという主に2つの方法で制作[1]。
- 制作を経て須藤は、プロデューサーやアレンジャーという一歩下がった立場ではなく自らも提案していく対等な形でやりたいと思い、バンド形態での活動を提案したことで、2人組バンドとしての活動となった[1]。
- 歌詞については、歌とセットでどうなるかを軸としつつ、聴く人にとって毒または薬になるようなものを書くことを意識した[1]。
- アルバムタイトルの『White White』はこの2人が新しいことをやると聞いてリスナーが何を思い浮かべるかはそれぞれ違うだろうから、自分たちが思い描いている白をはっきり提示したい為。“White”を2つ並べたのは2人いる為。また、アルバムを3枚出してからがバンドとして本番という気持ちが斎藤にあり、それが“白帯”“茶帯”“黒帯”だったら面白いという意図も含まれたタイトルとなっている[1]。
- 2016年頃に作られた「E△7」「Answer5」「Saturdays」以外の楽曲は全て2019年1月以降に今作用に制作された[1]。

## 収録曲
作詞 : 斎藤宏介 (M1, 7, 11を除く)、作曲 : 斎藤宏介 / 須藤優、編曲 : 須藤優 (特記以外)
1. White White
・作曲 : 須藤優
・須藤によるインスト曲。
2. Stay Mellow
・須藤が当初作っていたデモの段階ではファンクっぽい楽曲だったが、斎藤がラップを乗せてきたことを受けて、トラックを全部作り直してヒップホップになった。[1]
3. Light & Shadow
4. Fantome
・「こういう曲があったらいいね」「チルなやつ」という様な会話のその場のノリでイントロのリフを思いついた。
・1時間程で歌詞を含めてワンコーラス完成した。[1]
5. Answer5
・作曲 : 斎藤宏介
・「E△7」「Saturdays」同様、最初期に作った楽曲。[1]
6. LIFE IS MUSIC!!!!!
・仮タイトルは「TIME」。
・須藤がそのときの自分の中のブームを形にしようと思い、トラックを作った。[1]
7. 5:03 PM
・作編曲 : 斎藤宏介
・斎藤のギターのみの楽曲で、次曲「夕映えに紛れて」に繋がっている。
8. 夕映えに紛れて
・作編曲 : 斎藤宏介
9. E△7
・作曲 : 斎藤宏介
・2人で最初に作った楽曲[1]。
10. XXXXX
・Ed Sheeran with Chris Stapleton & Bruno Marsの「BLOW」みたいにギターが「ガーン！」と鳴ってる曲を自分たちがやったらどうなるのかと思い、作った楽曲[1]。
11. 4:43 AM
・作曲 : 須藤優
・須藤のベースの音のみの楽曲で、次曲「曙空をみつけて」に繋がっている。
・2023年の「XIIX LIVE TOUR『SANITY』」では谷中敦とのコラボでこの楽曲が披露された[2]。
12. 曙空をみつけて
13. ilaksa
14. Saturdays
・作曲 : 斎藤宏介
・「E△7」「Answer5」同様、最初期に作った楽曲[1]。

## 参加ミュージシャン
XIIX
Vocal + Guitar : 斎藤宏介
Bass & All Other Instruments : 須藤優
Produced by XIIX 
Additional Musicians
Drums : 玉田豊夢 [M02, 04], 鈴木浩之 [M05], 堀正輝 [M06, 14], 河村吉宏 [M10]
Piano : 渡辺シュンスケ [M02, 14]
Strings : 室屋光一郎ストリングス [M03]
Violin : 室屋光一郎, 沖祥子, 石亀協子, 小寺里奈, 納富彩歌
Viola : 金孝珍, 萩谷金太郎
Cello : 大宮理人